# Javier Franquelo
Javier Franquelo Briales (Málaga, 14 de febrero de 1934-24 de junio de 2025) fue un actor de doblaje español.

## Biografía
Javier nació en Málaga (1934), y dedicó su vida al doblaje. Comenzó a trabajar en la serie Los Simpson, en su temporada 12, sucediendo al actor de doblaje Pedro Sempson, fallecido en 2009, y que había puesto la voz a Montgomery Burns, en la mítica serie creada por Matt Groening. Además, también dobló a otros personajes de Springfield como: Kent Brockman, Kirk Van Houten o Snake, demostrando una notable versatilidad.
Franquelo intervino desde su primera temporada, en Futurama, otras de las series creadas por Matt Groening. Allí dobló al excéntrico científico y profesor Hubert Farnsworth. También participó en otras producciones animadas, como Frozen, Frozen II y en la película de Los Pitufos, y Los Pitufos 2 dándole voz, a Papá Pitufo.
Su trayectoria profesional en el mundo del doblaje estuvo marcada por su versatilidad, profesionalidad y una voz inconfundible. Su talento se extendió por la televisión, el cine y los videojuegos. Fue la voz habitual de Patrick Stewart, conocido por encarnar al profesor Charles Xavier en la película de X-Men, y participó en otras series como: Seinfeld, The Big Bang Theory y Juego de Tronos. En  los videojuegos, dobló a personajes como: George Krieger en Far Cry, al emperador Palpatine en Star Wars: Battlefront II y participó en Kingdom Hearts II o los videojuegos de Harry Potter.
Otros de sus doblajes fueron: Triki, el monstruo de las galletas, en Barrio Sésamo; Maurice (Kevin Kline) en La Bella y la Bestia; Pabbie (el anciano troll) en Frozen: El reino del hielo; Papá Noel en Pesadilla antes de Navidad; Doctor Strange en la cinta Doctor Strange en el multiverso de la locura, y voces en franquicias como Star Wars: Battlefront II, Assassin’s Creed y Mass Effect.
Javier Franquelo falleció el 24 de junio de 2025, a los 91 años.

## Premios y distinciones
- Premio Actúa —máximo galardón a la trayectoria de los actores de doblaje en España— (2019), otorgado por la Fundación AISGE, en reconocimiento a su talento, ética y aportación al mundo audiovisual.[7]